# Radar impulsowy

Radar impulsowy – działanie

Radar impulsowy (ang. pulse radar) – radar wykorzystujący do oświetlenia obiektów krótkie impulsy elektromagnetyczne. W przypadku gdy impulsem jest wycinek sygnału sinusoidalnego (o stałej częstotliwości), rozdzielczość odległościowa radaru jest proporcjonalna od czasu trwania impulsu. Przy czasie trwania impulsu 1 μs rozdzielczość odległościowa wynosi 150 m, przy czasie trwania impulsu 10 ns – 1,5 m. Ponieważ zasięg wykrywania radaru zależy od energii impulsu sondującego (iloczynu mocy i czasu trwania impulsu), w radarach pracujących z impulsem prostym (o stałej częstotliwości) konieczne było stosowanie ogromnych mocy (często powyżej 1 MW).
W celu zwiększenia rozróżnialności radaru przy zachowaniu akceptowalnych mocy impulsu stosuje się impulsy złożone. Zamiast wycinka sinusoidy o stałej częstotliwości stosuje się sygnał z liniowo modulowaną częstotliwością (ang. chirp radar, w dosłownym tłumaczeniu „radar ćwierkający” – odmiana radaru, w którym zachodzi modulacja częstotliwości fali nośnej w czasie impulsu) oraz filtry kompresyjne w odbiorniku radaru. W takim przypadku rozdzielczość zależy od odwrotności szerokości pasma impulsu. Dla szerokości pasma 1 MHz rozdzielczość wynosi 150 m, przy szerokości pasma 100 MHz – 1,5 m, przy szerokości 1 GHz – 0,15 m. W nowszych rozwiązaniach zamiast liniowej modulacji częstotliwości stosuje się kodowanie fazowe (bi i polifazowe)

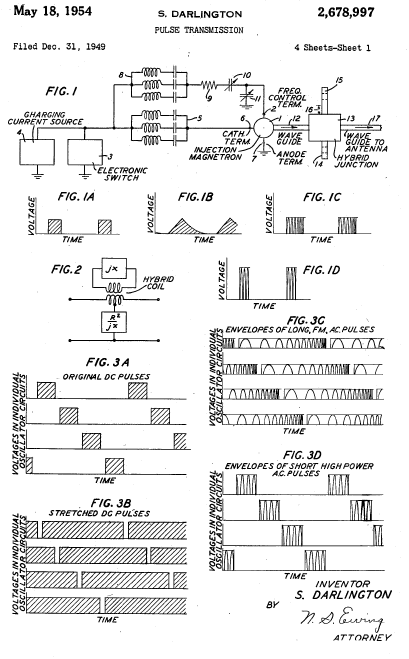
Patent USA 2.678.997 Sidneya Darlingtona, strona z rysunkami

Przeciwieństwem radaru impulsowego jest radar z falą ciągłą (np. radar FMCW lub radar szumowy).
Radar impulsowy wykorzystuje pomiar czasu potrzebnego na przebycie przez sygnał drogi nadajnik-cel-odbiornik do wyznaczenia odległości pomiędzy anteną a celem. Nadajnik wysyła fale radiowe (w zakresie mikrofal) w postaci paczek krótkich impulsów, dzięki czemu nie zachodzi nakładanie się sygnałów odbitych od różnych celów znajdujących się w tym samym kierunku od anteny, ale w różnych odległościach (po filtrze kompresyjnym), ani interferencja z sygnałem nadawanym (poza strefą martwą, której odległość zależy od czasu trwania nadawanego impulsu). Możliwe jest dzięki temu zmierzenie nie tylko odległości od celu, ale także dostrzeżenie różnych celów znajdujących się – z punktu widzenia anteny – jeden za drugim. Dodatkowo, korzystając z kilku impulsów w paczce, dzięki efektowi Dopplera możliwe jest wyznaczenie prędkości wykrytych obiektów.
Sposób pomiaru odległości {\displaystyle R_{s}} od anteny do celu wynika z zależności:
{\displaystyle R_{s}={v\cdot t_{s}}}
gdzie:
{\displaystyle R_{s}} – droga pokonywana przez sygnał (impuls radarowy)
{\displaystyle v} – prędkość przemieszczania się impulsu
{\displaystyle t_{s}} – czas, jaki potrzebuje sygnał na pokonanie drogi pomiędzy nadajnikiem radaru, celem i odbiornikiem.
Ponieważ odległość od anteny nadawczo-odbiorczej do celu {\displaystyle R_{c}} jest połową drogi {\displaystyle R_{s},} którą przebywa sygnał, oraz podstawiając w miejsce prędkości sygnału prędkość, z jaką rozchodzi się fala elektromagnetyczna, czyli inaczej mówiąc prędkość światła {\displaystyle c,} otrzymujemy wzór:
{\displaystyle R_{c}={\frac {c\cdot t_{s}}{2}}}
gdzie:
{\displaystyle R_{c}} – dystans dzielący radar od celu,
{\displaystyle c=3\cdot 10^{8}m/s} – prędkość światła, z którą rozchodzi się fala radiowa.
Wiele współczesnych urządzeń radiolokacyjnych wykorzystują zasadę impulsowej modulacji fali. Podobną modulację fali – ale nie radiowej, tylko akustycznej – stosuje się także w sonarach; także w świecie zwierząt posługują się nią delfiny i nietoperze do identyfikacji obiektów w swym otoczeniu. To podobieństwo tego radaru do akustycznej echolokacji wywołuje skojarzenia z odgłosami ćwierkania, stąd angielska nazwa urządzenia.
Filtracja kompresyjna (filtracja dopasowana) odebranego sygnału (zmodulowanej fali nośnej) w radarach impulsowych umożliwia także detekcję (wychwycenie) echa odbitego od celu w warunkach silnych szumów i zakłóceń, występujących w rzeczywistych warunkach funkcjonowania tych urządzeń. Dodatkowo filtracja kompresyjna „zawęża” impuls w odbiorniku powodując zwiększenie rozróżnialności radaru (w porównaniu z radarem bez modulacji z tym samym czasem trwania impulsu). Zobrazowano to na rysunkach poniżej.
|  |  |

|  |  |

Ideę radaru impulsowego z liniową modulacją częstotliwości opracował w 1947 i opatentował Sidney Darlington, amerykański inżynier i wynalazca pracujący w Bell Laboratories. W następnych latach rozwijał i udoskonalał swój wynalazek, za co został kilkakrotnie wyróżniony i odznaczony, m.in. przez amerykańskie stowarzyszenie inżynierów IEEE.